# Zoukou (Zogbodomey)
Zoukou è un arrondissement del Benin situato nella città di Zogbodomey (dipartimento di Zou) con 6.857 abitanti (dato 2006).